# Triregia
Triregia is een geslacht van hooiwagens uit de familie Triaenonychidae.
De wetenschappelijke naam Triregia is voor het eerst geldig gepubliceerd door Forster in 1948. 

## Soorten
Triregia omvat de volgende 3 soorten:
- Triregia bilineata
- Triregia fairburni
- Triregia monstrosa